# Gornja Slatina (Leskovac)
Gornja Slatina (Servisch cyrillisch Горња Слатина) is een plaats in de Servische gemeente Leskovac. De plaats telt 210 inwoners (2002).